# Lee Eun-byul
Lee Eun-byul (kor. 이은별; ur. 2 października 1991 w Seulu) – południowokoreańska łyżwiarka szybka specjalizująca się w short tracku, srebrna medalistka olimpijska, multimedalistka mistrzostw świata i zimowej uniwersjady.
W 2010 roku uczestniczyła w igrzyskach olimpijskich w Vancouver. Wystartowała w trzech konkurencjach – zdobyła srebrny medal olimpijski w biegu na 1500 m, zajęła ósme miejsce w biegu na 500 m, a w biegu sztafetowym Koreanki zostały zdyskwalifikowane w finale A (wraz z nią w sztafecie pobiegły Cho Ha-ri, Kim Min-jung i Park Seung-hi). W półfinale biegu sztafetowego reprezentantki Korei Południowej poprawiły rekord olimpijski wynikiem 4:10,753.
W latach 2010–2016 zdobyła pięć medali mistrzostw świata (dwa złote, jeden srebrny i dwa brązowe), w 2010 roku złoty medal drużynowych mistrzostw świata, w latach 2011–2015 dziewięć medali zimowej uniwersjady (cztery złote, cztery srebrne i jeden brązowy), a w 2008 i 2009 roku złoty i brązowy medal w sztafecie oraz dwa srebrne medale w wieloboju podczas mistrzostw świata juniorów.